# کنف‌گوراب
کنف‌گوراب، روستایی از توابع بخش رودبنه شهرستان لاهیجان در استان گیلان ایران است.

## جمعیت
این روستا در دهستان رودبنه قرار دارد و براساس سرشماری مرکز آمار ایران در سال ۱۳۸۵، جمعیت آن ۱۴۱ نفر (۴۱خانوار) بوده‌است.

## شرح کلی روستا
کنفگوراب (به انگلیسی: Kanaf Gooraab) یکی از محلات پیرامون بخش رودبنه می‌باشد.
این روستا در چهار کیلومتری شمال لاهیجان درمسیری منتهی به ساحل سه راه انبار سر که در بین راه کیا شهر به چمخاله واقع شده‌است قرار دارد.
اسم این روستا از دو بخش کنف و گوراب تشکیل شده‌است.

دهخدا در لغت نامه‌اش واژه گوراب را به محل داد وستد و و مکانی نظیر بازار نسبت داده‌است و از آنجایی که در قدیم کشت گیاه کنف در این روستا مرسوم بوده یحتمل این روستا مرکز داد و ستد الیاف و محصولات کنفی بوده.
کشت این گیاه تا دهه شصت شمسی مرسوم بوده اما امروزه به واسطه از رونق افتادن بازار محصولات آن کشت این گیاه متوقف شده‌است.
نوغانداری، تولید ابریشم و ابریشم کشی نیز در این روستا رایج بوده اما در سال‌های اخیر آن هم می‌رود تا به سرنوشت کنف کاری دچار گردد و این صنعت هم رو به افول نهاده.
این روستا از لحاظ فرهنگی در چند سال اخیر زبانزد کانون فرهنگی مساجد استان گیلان بوده است...
اولین گردهمایی حافظان شهرستان لاهیجان و رودبنه در ۲۹ بهمن ماه ۱۴۰۱ در مسجد جامع کنقف گوراب برگزار گردید

## اقتصاد روستا
در قدیم سطح قابل توجه‌ای از مزارع این روستا در زیر کشت خربزه قرار داشته که به مرور زمان جای خود را به کشت برنج داده‌است به گونه‌ای که امروزه شالی کاری پیشه عمده کشاورزان آن را تشکیل داده‌است. تجارت برنج نیز یکی از مشاغل رایج آن می‌باشد.
امروزه جارو یکی از مهم‌ترین محصولات صنایع دستی این روستا بحساب می‌آید که به بسیاری از دیگر شهرهای پیرامون فرستاده می‌شود.

## جغرافیای روستا
رودخانه حشمت‌رود که از سفیدرود منشعب می‌شود پس از عبور از شهرستان آستانه اشرفیه و گذر از کنار آرامگاه دکتر محمد معین در ادامه و در طول مسیر خود از سمت باختر وارد این روستا می‌گردد تا پس از خروج از خاور کنف‌گوراب به سوی شهرستان لنگرود و در نهایت به دریای خزر ادامه مسیر دهد.
امروزه کرانه‌های زیبای حشمت رود در بهار و تابستان به یکی از مناسبترین تفرجگاه‌ها برای علاقه مندان به ورزش ماهی گیری درآمده‌است. اینگونه گفته می‌شود که در قدیم صید ماهیان خاویاری نظیر اوزون برون نیز در این جا اتفاق می‌افتاده، بطوریکه این ماهیان را تسک می‌خواندند اما امروزه ماهیگیری تنها به صید تفریحی دیگر ماهیان معمول منطقه محدود شده‌است.

## میراث فرهنگی روستا
شایان ذکر است که نابترین معماری خانه‌های روستایی گیلانی در ساخت خانه‌های این روستا تبلور یافته بطوری که امروزه مرکز اطلاع‌رسانی سازمان میراث فرهنگی و گردشگری برای نمونه خانه‌ای را از این روستا با ۱۱۰ سال قدمت خریداری نموده و پس از شماره گذاری و سرهم‌بندی دوباره آن را در کنار پارک ملت شهرستان رشت برپا نموده. هم‌اکنون این ساختمان به‌عنوان نمادی از گذشته قومی و هویت فرهنگی مردم گیلان زمین درآمده و خود به سمبلی از شهر رشت تبدیل شده‌است.

## آیین های روستا
یکی از رسوم زیبای مردمان این روستا در شبهای رمضان مراسم مجمعه بران و صرف افطار دسته جمعی در مسجد جامع آن می‌باشد. طبخ خاصی از برنج با دوشاب در مراسم المبندی محرم این محل نیز قابل توجه‌است.

## نگارخانه

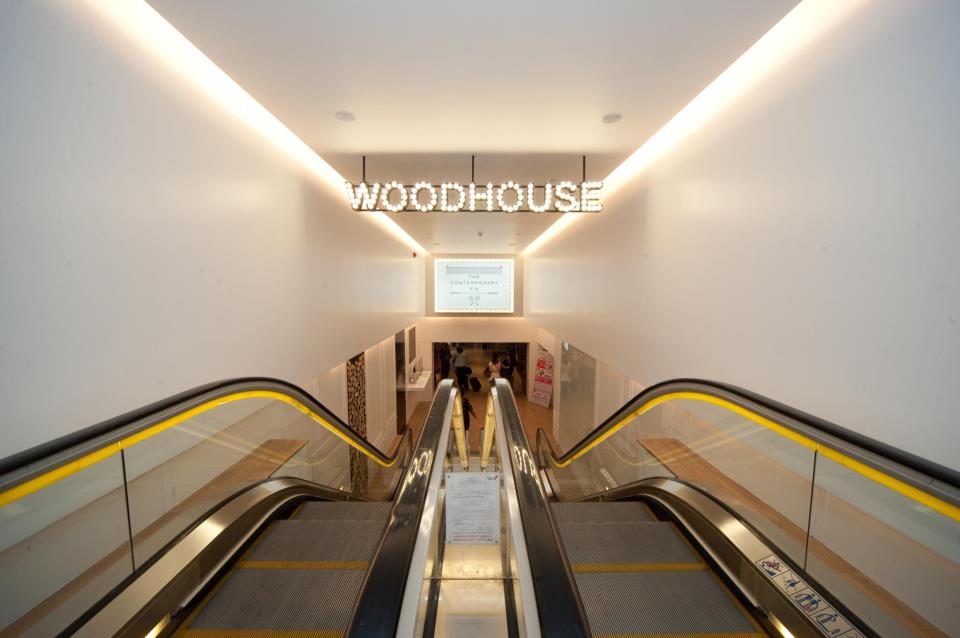
خانه روستایی نمونه در پارک ملت شهر رشت